# Boulogne – Jean Jaurès (Métro Paris)
Boulogne – Jean Jaurès [bulɔɲ ʒɑ̃ ʒɔʁɛs] ist eine unterirdische Station der Pariser Métro. Sie befindet sich im Pariser Vorort Boulogne-Billancourt unterhalb der Rue du Château. Die Station wird von der Métrolinie 10 bedient.
Die Station wurde am 3. Oktober 1980 mit Eröffnung der westlichen Verlängerung der Linie 10 in Betrieb genommen. Diese wurde damals von der Porte d’Auteuil bis zur Station verlängert. Für ein Jahr war sie westlicher Endpunkt der Linie 10. Danach wurde die Verlängerung um eine Station bis Boulogne – Pont de Saint-Cloud in Betrieb genommen.